# Annalinde
Die St. Anna-Linde ist eine mächtige, etwa 300 Jahre alte Winterlinde auf einer Anhöhe zwischen Kirchhausen, Frankenbach und Leingarten auf Gemarkung der baden-württembergischen Stadt Heilbronn in Deutschland.
Seit dem 23. April 1941 ist sie ein eingetragenes Naturdenkmal. An der Stelle der Linde soll laut einer Volkslegende einst eine der Heiligen Anna geweihte Kapelle gestanden haben.

## Legende um die Annakapelle
Stifterin der Kapelle war Juliana, Frau des Ritters Ralf von Kirchhausen und Tochter des Ritters Kuno von Stromberg. Ihr Vater gab ihr als Mitgift einige Morgen Äcker auf Großgartacher Markung, nahe dem Erbelhölzles-Wald, damit etwas unterhalb des Annenkreuzes, in Richtung Großgartach. Diese Äcker stiftete sie, der Ertrag aus der Verpachtung diente zum Unterhalt der von ihr gestifteten St. Annakapelle. Die in Großgartach ansässigen Pächter der zur Kapelle gehörenden Äcker waren verpflichtet, jährlich zum Fest der Kirchenheiligen sechs Wachskerzen „von der Dicke und Höhe eines wehrbaren rüstigen Mannes“ in die Kapelle zu liefern. Dieser Last wollten sie sich nach der Reformation entziehen. Sie höhlten die Kerzen aus und füllten sie mit Schießpulver. Und als sie während des Festgottesdienstes am Namenstag der heiligen Anna (26. Juli) angezündet wurden, kam es zu einer gewaltigen Explosion. Der Priester und viele Gläubige fanden unter den Trümmern des zusammenstürzenden Gotteshauses den Tod.
Zur Erinnerung an diese Untat wurde später dort, wo die Kapelle gestanden hatte, ein Gedenkstein – das Annakreuz – errichtet, das bald von einer Linde überwachsen wurde. Das Kreuz wurde 1975 etwas zur Seite versetzt.
Die Existenz der Kapelle ist freilich nicht urkundlich bezeugt, auch sind keine Grundmauern zu finden, und eine solche Explosion wird in keinen Aufzeichnungen erwähnt. Wie die Legende entstanden ist, ist nicht bekannt. Sie wird allerdings in Heilbronn-Kirchhausen immer noch weiter überliefert.
Einer vom Heilbronner Schriftsteller und Satiriker Erhard Jöst vertretenen These zufolge erfanden dagegen die Herrschenden die Legende, um ihre Leibeigenen zu diskreditieren, und Landsknechte hätten eine Scheuer, die sich neben der Annalinde befand, auf Geheiß adliger Grundherren vom Deutschorden in Brand gesetzt, wobei zahlreiche Bauern ums Leben kamen.